# Hell in a Cell (2021)
Cet article concerne l'édition 2021 du pay-per-view Hell in a Cell. Pour toutes les autres éditions, voir WWE Hell in a Cell.
Pour les articles homonymes, voir Hell in a Cell.
L'édition 2021 de Hell in a Cell est un Premium Live Event de catch (lutte professionnelle) produit par la World Wrestling Entertainment, une fédération de catch américaine qui est télédiffusée et visible en paiement à la séance sur le WWE Network. L'événement a eu lieu le 20 juin 2021 à Yuengling Center à Tampa (Floride). Il s'agit de la treizième édition de Hell in a Cell.

## Contexte
Les spectacles de la World Wrestling Entertainment (WWE) sont constitués de matchs aux résultats prédéterminés par les scénaristes de la WWE. Ces rencontres sont justifiées par des storylines – une rivalité entre catcheurs, la plupart du temps – ou par des qualifications survenues dans les shows de la WWE telles que Raw et SmackDown. Tous les catcheurs possèdent un gimmick, c'est-à-dire qu'ils incarnent un personnage gentil (Face) ou méchant (Heel), qui évolue au fil des rencontres. Un événement comme Hell in a Cell est donc un événement tournant pour les différentes storylines en cours,.

## Tableau des matchs
| Ordre par numéros | Résultat                                                               | Stipulation(s) | Temps |
| --- | ---------------------------------------------------------------------- | --- | ----- |
| 1P | Natalya (avec Tamina) bat Mandy Rose (avec Dana Brooke) par soumission | Match simple | 9:45  |
| 2 | Bianca Belair (c) bat Bayley                                           | Hell in a Cell match pour le WWE SmackDown Women's Championship | 19:45 |
| 3 | Seth Rollins bat Cesaro                                                | Match simple | 16:15 |
| 4 | Alexa Bliss bat Shayna Baszler                                         | Match simple | 7:00  |
| 5 | Sami Zayn bat Kevin Owens                                              | Match simple | 12:40 |
| 6 | Charlotte Flair bat Rhea Ripley (c) par disqualification               | Match simple pour le WWE Raw Women's Championship | 14:10 |
| 7 | Bobby Lashley (c) (avec MVP) bat Drew McIntyre                         | Last Chance Hell in a Cell match pour le WWE Championship Si Drew McIntyre perd, il n'aura plus d'opportunités pour la ceinture, tant que Bobby Lashley restera champion. | 25:45 |
| La lettre C placée entre parenthèses désigne la personne ou l’équipe championne en titre. P – indique que le match a eu lieu lors du pré-show |                                                                        | |       |